# Josamicina
La josamicina (conocida también en Europa como Josalid, Josacine, Iosalide, Josamina; en Rusia como Wilprafen(Вильпрафен); y en Japón como Josamy) es un antibiótico perteneciente al grupo de los antibóticos macrólidos. Su acción sobre las bacterias es considerada como bacterostática, toda vez que inhibe su síntesis proteica al ligarse a la subunidad ribosomal 50S.

## Farmacocinética
La josamicina es administrada por vía oral. Ejemplo de presentaciones para su administración oral son:
- Josalid® (Sandoz) en polvo para suspensión — 250 mg por cada 5 ml — y comprimidos de 500 mg y 750 mg.[3]
- Josamina® (Ferrer grupo) en comprimidos recubiertos de 500 mg y polvo para preparar suspensión en concentraciones de 250 y 500 mg por cada 5 ml.[4]
- Josaxin® (Astellas Pharma) en comprimidos de 500 mg.[5]

## Indicaciones
La josamicina está indicada para el tratamiento de las siguientes infecciones bacterianas, siempre que sean causadas por microorganismos sensibles a la misma:
- Infecciones de las vías respiratorias superiores e inferiores incluyendo el área de la nariz, el oído y la laringe:[6]

- Faringitis
- Tonsilitis
- Escarlatina
- Tos ferina
- Bronquitis
- Neumonía
- Sinusitis
- Otitis media

- Infecciones de la piel, partes blandas, articulaciones y huesos:[6]

- Erisipela
- Impétigo
- Piodermias
- Furunculosis
- Flemones
- Acné vulgar
- Lifangitis
- Mastitis

- Infecciones en el área bucal-dental-maxilar.[6]
- Infecciones del ojo.[6]
- Infecciones del aparato genital:[6]

- Uretritis no gonorreica y postgonorreica
- Prostatitis
- Epididimitis
- Adnexitis
- Cervicitis

- Infecciones del SNC:[6]

- Toxoplasma de gondii
- Toxoplasmosis durante el embarazo

Podemos citar que el espectro bacteriano la josamicina es el siguiente:
- Especies sensibles de:

- Streptococcus Aereus
- Streptococcus viridans
- Streptococcus pyogenes
- Streptococcus agalactiae
- Streptococcus pneumoniae
- Neisseria meningitidis
- Neisseria gonorrhoeae
- Moraxella catarrhalis
- Bordetella pertussis
- Corynebacterium diphteriae
- Propionibacterium acnes
- Listeria monocytogenes
- Clostridium
- Mycoplasma pneumoniae
- Mycoplasma hominis
- Ureaplasma urealyticum
- Chlamydia trachomatis
- Legionella pneumophila
- Campylobacter

## Precauciones y contraindicaciones
En pacientes que padecen insuficiencia hepática de leve a moderada debe evitarse el uso de dosis elevadas de este fármaco. Y para los que padecen de insuficiencia grave no se recomienda la administración de este fármaco. Todo esto se debe a que la josamicina es metabolizada en el hígado.
El uso de este medicamento está contraindicado a pacientes que sean alérgicos o hipersensibles a la misma o a otros antibióticos macrólidos. Por ejemplo la azitromicina, eritromicina y la claritromicina.

## Presentaciones
| Presentación | Marca comercial(Laboratorio comercializador)                      |
| Suspensión   | Josalid® 250 mg por cada 5ml(Sandoz)                              |
| Suspensión   | Josamina® 250 mg por cada 5ml y 500 mg por cada 5ml(Ferrer grupo) |
| Tabletas     | Josalid® 500mg,750mg(Sandoz)                                      |
| Tabletas     | Josamina® 500mg(Ferrer grupo)                                     |
| Tabletas     | Josaxin® 500mg (Astellas pharma)                                  |